# Castillo de la Peña de Ayllón
El castillo de la Peña de Ayllón, también llamado Unum Castrum, es una fortificación medieval que se encuentra en la actual localidad de Uncastillo, ubicada en la comarca de las Cinco Villas en la provincia de Zaragoza, Aragón, España. Su construcción está datada entre los siglos XI y XIII.

## Localización
Este castillo pertenece a la localidad de Uncastillo, a la cual da nombre. Está asentado sobre un montículo rocoso desde donde domina todo el paisaje, conocido con el nombre de la Peña Ayllón. Es una de las más extensas y mejor emplazadas de Aragón, sobre una peña de laderas muy escarpadas, a cuyo alrededor se apiña el caserío, del mismo nombre, entre los cauces de los ríos Riguel y Cadenas, que hacían la función de fosos.

## Estructura y dimensiones
Esta fortaleza de planta ovalada e irregular está adaptada al terreno rocoso donde fue construida, y presenta una extensión de unos 115 por 75 metros. Está dividida en dos espacios.

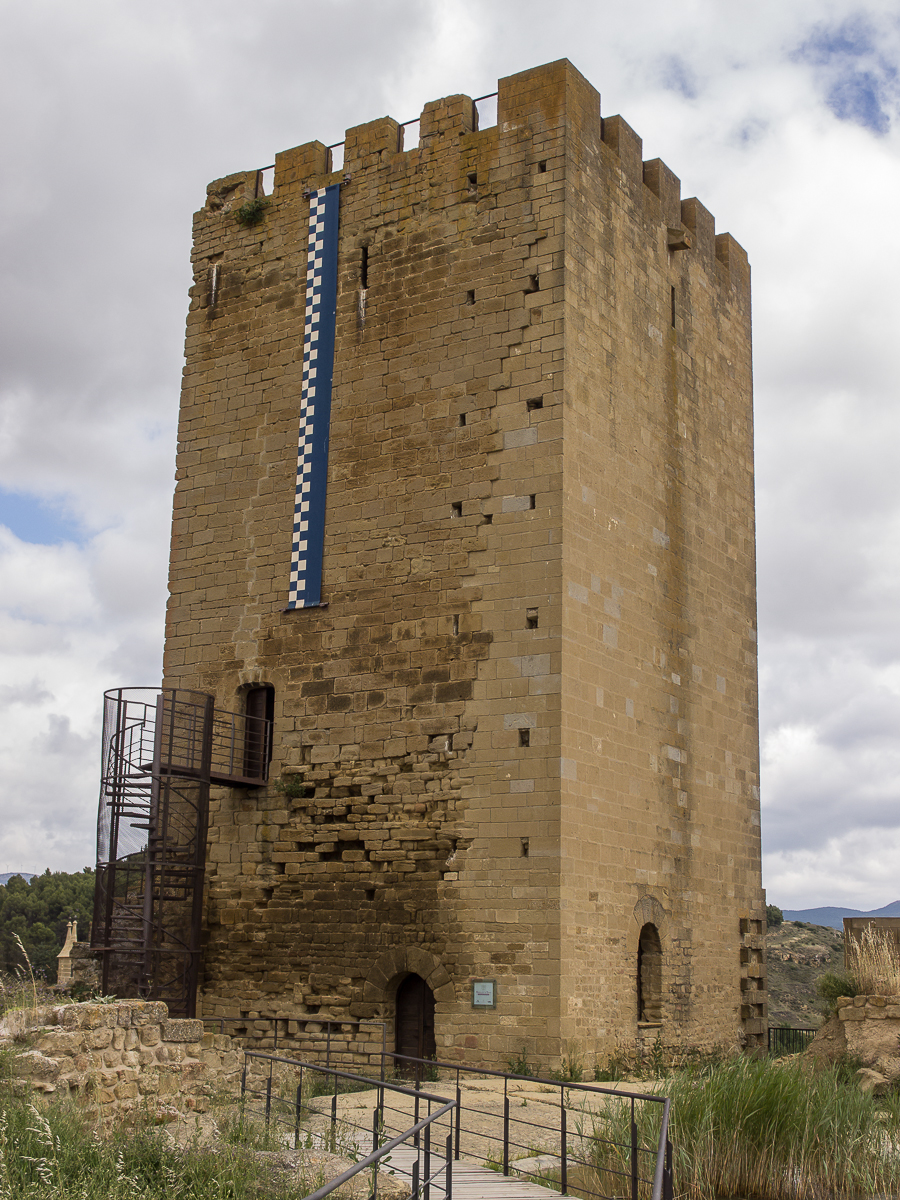
Torre del homenaje

### Primer espacio
El primer espacio es el más grande, y está situado en el lado sur del castillo. En él se encuentran la puerta de entrada, en recodo, y unas escaleras excavadas en la roca.

### Segundo espacio
El segundo espacio está situado en la zona más elevada. En él se sitúan dos torres, una en cada lado: la torre del homenaje y la torre vigía. Ambas están unidas por muros levantados en los bordes de la propia peña, que los hace prácticamente inexpugnables. En su interior se presenta un pequeño patio de armas y el aljibe.

#### Torre del homenaje
La torre del homenaje de este castillo data del siglo XIII. Tiene una planta cuadrada de 10 metros de lado, con dos de ellos levantados al borde de la peña –del mismo modo que los muros–. En sus orígenes estaba dividida en su interior en tres plantas y tenía chimenea, a causa del duro clima del lugar. Está construida con sillares de calidad y rematada con almenas, y posee dos puertas en arco de medio punto, en sus otros dos lados:
- La primera de ellas, cubierta por bóvedas ojivales.
- Las otras dos, con arcos fajones sujetando los techos.

#### Palacio de Pedro IV

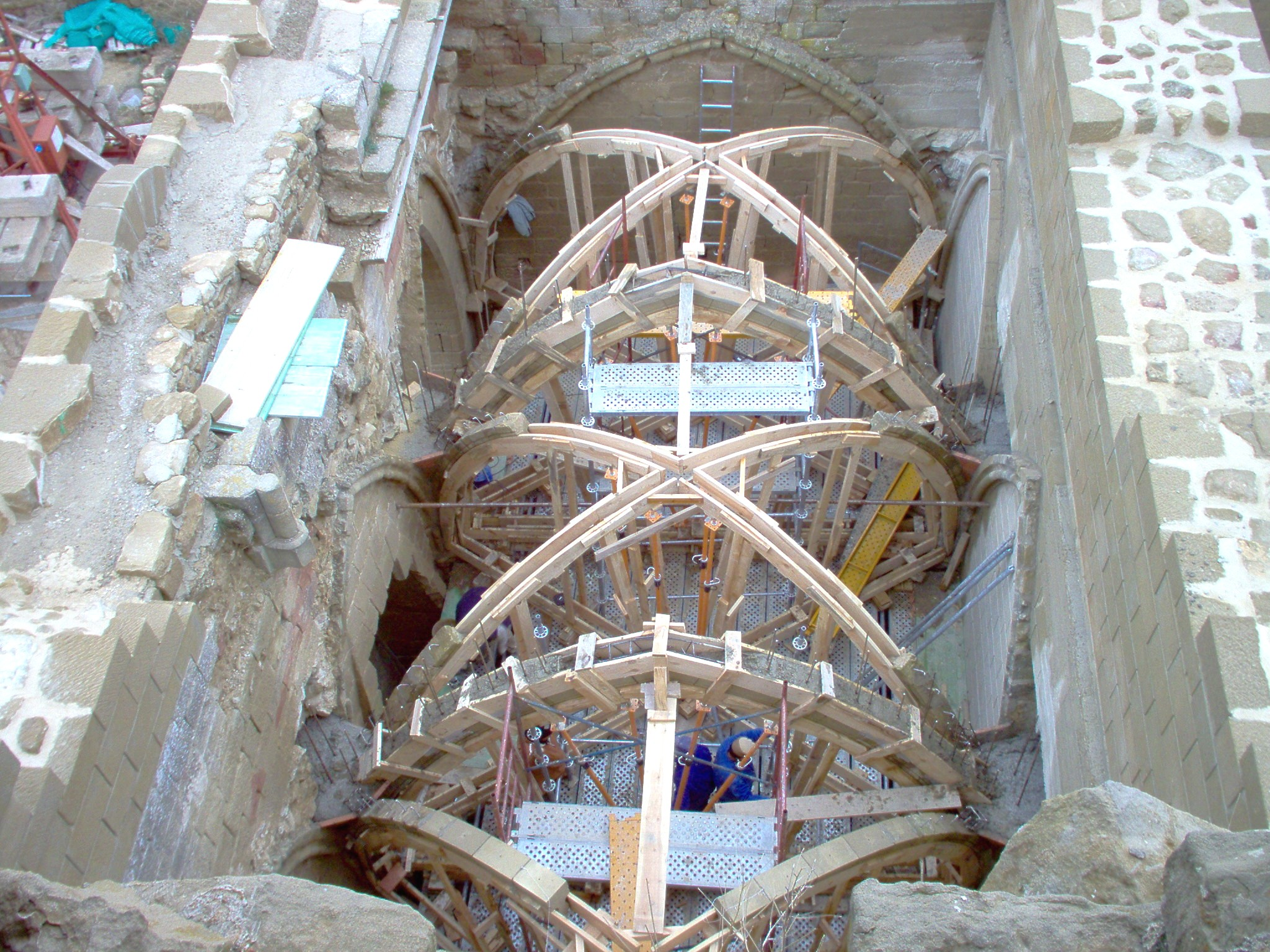
Restauración del palacio de Pedro IV mediante técnica tradicional

Es un palacio gótico encargado por Pedro IV de Aragón a Blasco Aznárez de Borau, arquitecto de la reforma de la Aljafería de Zaragoza, a mediados del siglo XIV. Adosada por uno de sus lados presenta una esbelta torre vigía de planta semioctogonal y con escalera de caracol en su interior. Este tipo de torre palaciega era muy corriente en la época de su construcción pero, en la actualidad, es una de las pocas que quedan en pie.
Por su parte el palacio es prácticamente de planta rectangular de 16 por 10 metros. Originalmente contenía dos plantas divididas en tres tramos cubiertos con bóvedas de crucería: 
- La planta superior conserva restos de sus tres bóvedas y su chimenea, del mismo estilo que la torre.
- La planta inferior fue restaurada, finalizando en 2007. Se reconstruyó mediante técnica tradicional, utilizando cimbras de madera para las bóvedas y aprovechando los restos de piedra original que se encontraban desperdigados por el entorno.[3]

## Catalogación
El Castillo de la Peña de Ayllón está inscrito en el Registro Aragonés de Bienes de Interés Cultural al estar incluido dentro de la relación de castillos considerados Bienes de Interés Cultural, en virtud de lo expuesto en la disposición adicional segunda de la Ley 3/1999, de 10 de marzo, del Patrimonio Cultural Aragonés. Este listado fue publicado en el Boletín Oficial de Aragón del 22 de mayo de 2006.